# Gallmersgarten
Gallmersgarten è un comune tedesco di 819 abitanti situato nel land della Baviera.